# Wendiceratops
Wendiceratops là một chi khủng long sừng đã tuyệt chủng, đã sinh sống thời kỳ Creta muộn ở khu vực nay là Canada.
Trong năm 2010, người săn tìm hóa thạch Canada Wendy Sloboda tìm thấy một khu vực xương centrosaurine trong khu vực thả gia súc Pinhorn phía nam của sông Milk, Quận Fourty Mile number 8, Alberta. Năm 2011, một nhóm nghiên cứu của Bảo tàng hoàng gia Tyrrell khám phá địa điểm này và bắt đầu khai quật hóa thạch. Năm tới, một tầng cuội sâu đã được gỡ bỏ. Trong năm 2013 và 2014, nhiều hóa thạch được phát hiện.